# Nicola Ventola
Nicola Ventola (24 de mayo de 1978 en Grumo Appula, Bari) es un ex-futbolista profesional italiano. Jugaba de delantero y se retiró en el Novara Calcio. Ha sido internacional con su país en categorías inferiores y miembro de la selección olímpica azzurra en Sídney 2000.

## Trayectoria
Ventola nació en la provincia de Bari y comenzó su carrera profesional también en el Bari. Debutó con el dicho club un 6 de noviembre de 1994 con 17 años en el Artemio Franchi durante un Fiorentina - Bari, que terminó con victoria local por 2-0. Permaneció en el club de San Nicola hasta 1998, completando 45 encuentros y anotando 12 tantos.
En 1998 fue fichado por el Inter de Milán, equipo con el que disputó 37 partidos y anotó 10 goles en los siete años que permaneció en el equipo nerazzurri. Sin embargo, Ventola nunca llegó a hacerse con un puesto fijo ni en la plantilla ni en el once titular, por lo que fue cedido continuamente durante sus años en Milán. Desde 1999 hasta 2005, el futbolista baresi jugó como cedido en el Bolonia FC, Atalanta, Siena y Crystal Palace. De todos ellos, el club donde consiguió despuntar fue en el Atalanta de Bérgamo, donde jugó 28 partidos y consiguió 10 goles en la campaña 2000/01. De hecho, tras finalizar su contrato en 2005 con el Inter, el Atalanta se hizo con su fichaje.
Durante su segunda etapa en Bérgamo, Ventola disputó 64 partidos y logró 21 goles desde 2005 hasta 2007. En ese año firmó con el histórico Torino FC, donde permaneció hasta 2009 cuando llega al Novara Calcio, club donde se retiró en 2011.

## Clubes
| Club                    | País       | Año       | Partidos | Goles |
| ----------------------- | ---------- | --------- | -------- | ----- |
| AS Bari                 | Italia     | 1994-1998 | 45       | 12    |
| Inter Milan             | Italia     | 1998-2005 | 38       | 10    |
| Bolonia (cedido)        | Italia     | 1999-2000 | 14       | 0     |
| Atalanta (cedido)       | Italia     | 2000-2001 | 28       | 10    |
| Siena (cedido)          | Italia     | 2003-2004 | 28       | 4     |
| Crystal Palace (cedido) | Inglaterra | 2004-2005 | 3        | 1     |
| Atalanta                | Italia     | 2005-2007 | 64       | 21    |
| Torino FC               | Italia     | 2007-2009 | 35       | 6     |
| Novara Calcio           | Italia     | 2009-2011 | 26       | 4     |